# Stoneburn
Stoneburn  est une localité très faiblement peuplée de la région d’ Otago, située dans l’île du Sud de la Nouvelle-Zélande .

## Situation
Elle est située à l’ouest de la modeste ville de Glenpark et celle d’Inch Valley. 
La ville la plus proche de taille significative est celle de celle de Palmerston, située au sud-est de Stoneburn.